# الهجرة العربية إلى الولايات المتحدة
بدأت الهجرة العربية إلى الولايات المتحدة مصاحبة لرحلات المستكشفين الإسبان لأمريكا في القرن 15. خلال الثورة الأمريكية قامت الجياد المستوردة من الجزائر بسد النقص في سلاح الفرسان الأمريكي. وكانت المغرب هي أول دولة تعترف رسميًا باستقلال الولايات المتحدة عام 1787 في ما يسمى «معاهدة الصداقة». مع ذلك لم تبدأ الهجرات العربية بأعداد كبيرة حتى أواخر القرن 19. وقد استقر معضمهم في أو بالقرب من المدن الكبيرة. ما يقارب 94% من المهاجرين العرب يعيشون في المناطق الحضرية. وثلث الأميركيين العرب يعيشون في نيويورك ولوس أنجلوس وديترويت.

## 1870 - 1920
كانت الهجرات العربية إلى أمريكا الشمالية فردية حتى عام 1870 حين بدأت فترة هامة في تاريخ الهجرة العربية إلى الولايات المتحدة واستمرت حتى 1924 عندما تم إقرار قانون الهجرة لعام 1924 والذي أوقف الهجرة في ذلك الوقت. وجاءت الغالبية الساحقة من المهاجرين العرب خلال هذه الفترة من محافظة سوريا العثمانية التي تضم حاليا سوريا ولبنان والأردن وفلسطين. في العشرينيات من القرن العشرين، مع الحركة القومية اللبنانية، بدأ المهاجرون من ما هو الآن لبنان الحديث تبني هوية وطنية لبنانية. كان العرب الذين يهاجرون قبل ذلك العقد من لبنان المعاصر يعتبرون سوريين وكانوا من السكان المسيحيين في الغالب. خلال هذه الفترة، كان خمسة إلى عشرة في المئة فقط من جميع المهاجرين العرب مسلمين، وكان جزء أصغر من ذلك بكثير من الدروز. كانت الهجرة للمسيحيين العرب أسهل بكثير من المسلمين. خلال هذه الموجة الأولى من الهجرة، كانت سوريا الكبرى لا تزال تحت السيطرة العثمانية، ولكن التوترات التي كانت موجودة بين العرب والمسلمين والمسيحيين. ومن هذه البيئة، اغتنم العديد من السوريين هذه الفرصة للهجرة أملا في حياة أفضل، وجاء الكثيرون إلى الولايات المتحدة.

## التركيبة السكانية
- الأصول الوطنية للجالية العربية الأمريكية وفقًا لتعداد الولايات المتحدة عام 2000.[5]

| الجنسية        | السكان العرب الأمريكيين (%) |
| -------------- | --------------------------- |
| لبنان          | 34                          |
| مصر            | 11                          |
| سوريا          | 11                          |
| فلسطين         | 6                           |
| العراق*        | 3                           |
| المغرب         | 3                           |
| الأردن         | 3                           |
| عرب            | 15                          |
| العرب آخرون ** | 17                          |

* يُستثنى من يعرفون كآشوريين. 

** تشمل الجزائر والبحرين وجزر القمر وجيبوتي والكويت وليبيا وعمان وقطر والسعودية وتونس والإمارات واليمن. ولا تشمل الأشخاص من السودان والصومال وموريتانيا.